# Dicranomyia (Zelandoglochina) parvispinosa
Dicranomyia (Zelandoglochina) parvispinosa is een tweevleugelige uit de familie steltmuggen (Limoniidae). De soort komt voor in het Neotropisch gebied.